# Q-pop
Q-pop (viết tắt của cụm từ tiếng Anh Qazaq pop, tức nhạc pop Kazakhstan, tiếng Kazakh: Қазақ поп) là một dòng nhạc đại chúng Kazakhstan đương đại. Nó xuất hiện vào năm 2015 ở Kazakhstan, chịu ảnh hưởng của nhạc K-pop.
Nhóm nhạc Ninety One (hay còn viết là 91, tiếng Kazakh: Тоқсан бір, phiên âm: Toqsan bir) là nhóm đã tạo ra trào lưu này.